# Cristimil (Pontevedra)
Cristimil (oficialmente San Xurxo de Cristimil) es una parroquia española del municipio de Lalín, perteneciente a la provincia de Pontevedra, en la comunidad autónoma de Galicia.

## Historia
Hacia mediados del siglo XIX, el lugar, ya por entonces perteneciente a Lalín, tenía contabilizada una población de 240 habitantes. Aparece descrito en el séptimo volumen del Diccionario geográfico-estadístico-histórico de España y sus posesiones de Ultramar de Pascual Madoz con las siguientes palabras:

CRISTIMIL (San Jorge): felig. en la prov. de Pontevedra (9 leg.), part. jud. y ayunt. de Lalin (1), dióc. de Lugo (11): sit. á la der. del r. Deza, con libre ventilacion y clima sano. Ademas de la ald. de su nombre, comprende las de Gundufe, Mato, Quintá y Sanjurdó, que reunen unas 46 casas. La igl. parr. bajo la advocacion de San Jorge es aneja de la de Santiago de Gresande, con la cual confina, y con las de Ansean, Villanueva y r. Deza, que cruza por la estremidad O. de la felig. El terreno participa de monte y llano, y es de buena calidad. prod.: cereales, legumbres, hortaliza, algunas frutas, combustible y pastos; se cria ganado vacuno, de cerda, lanar y cabrio; hay caza y pesca de varias clases. pobl.: 46 vec., 240 alm. contr.: con su ayunt. (V.)
(Madoz, 1846, p. 170)

En 2022, tenía empadronados 145 habitantes.